# Ратушняк Сергій Миколайович
Сергій Миколайович Ратушняк (нар. 17 лютого 1961, Ужгород, УРСР) — підприємець, державний, громадський та політичний діяч, депутат ВР України (2002—2005), міський голова Ужгорода (1994—1998, 2006—2010).

## Біографія
Трудову діяльність почав пакувальником меблевого цеху Ужгородського фанерно-меблевого комбінату. У 1986—1987 роках — інженер-конструктор ВО «Закарпатприлад», у 1987—1988 рр. працює старшим інженером проблемної науково-дослідної лабораторії синтезу і комплексних досліджень нових напівпровідникових речовин УжДУ.
1988—1989 — директор СП «РІО», у 1989—1991 рр. — директор СП «Спойлер», у 1991—1994 рр. — директор СП «РІО лтд».
Ратушняк створив так званий «РІО-синдикат», який об'єднував 52 підприємства (банк «Сервіс», страхова компанія, підприємства з випуску лікеро-горілчаних і безалкогольних напоїв, солодкої води, пива, горілки, кави, перші в місті приватні таксі тощо).
З червня 1994 по липень 1998 року — голова Ужгородської міськради, Ужгородський міський голова (на виборах отримав 70 % голосів виборців).
1998 — кандидат у нардепи України, реєстрацію було скасовано незадовго до виборів. На виборах міського голови того ж року отримав 77 % голосів.
18 вересня 1998 року — прокуратурою Закарпатської області проти Сергія порушено кримінальну справу за фактом відкриття й використання за межами України валютного рахунку без дозволу НБУ. Під час перевірки «РІО-синдикату» бригадою Генпрокуратури на чолі з О. Колінько, Ратушняк виїхав за кордон і подав звідти заяву про звільнення з посади міського голови Ужгорода. Сесія Ужгородської міськради обрала Ратушняка почесним міським головою «за позитивні зрушення у соціально-економічному житті міста».
Депутат Закарпатської облради з липня 2000-го до квітня 2002 року.
Був заступником голови СДПУ (Буздугана), членом Центральної ради партії «Єдність», 2000 року очолював ЗОО цієї партії. З 1998 року — голова громадської організації «Нове Закарпаття».
2001—2002 — радник голови ОДА з питань підтримки та розвитку підприємництва на громадських засадах. На час виборів до ВРУ IV скликання — голова обласного громадського об'єднання «Нове Закарпаття».
Нардеп України IV скликання з квітня 2002 до березня 2005 року (обраний за 70-го округом), самовисування. Одночасно був обраний міським головою Ужгорода, але обрав роботу в парламенті.
Належав до числа найбільших фракційних «перебіжчиків» Верховної Ради України IV скликання. Був членом фракцій та груп «За Єдину Україну», «Народовладдя», «Демократичні ініціативи» (до вересня 2003), «Наша Україна» (з жовтня 2003 року), «Регіони України» (з грудня 2003 року). Виключений з останньої за недотримання фракційної дисципліни. З 24 грудня 2004 року — в Народній аграрній партії. З 2005 року увійшов до парламентської фракції Народної партії України Литвина.
На виборах 2006 року обраний міським головою Ужгорода.
До вересня 2009 року очолював Закарпатську організацію блоку Литвина. Вийшов з партії після інциденту, пов'язаним з агітатором Фронту Змін. В одному з інтерв'ю, присвяченому скандальній темі, Ратушняк різко висловився в сторону лідера «Фронту змін» Арсенія Яценюка, представників олігархічних кланів і деяких політиків. Проти посадовця було порушено кримінальну справу за статтями «Хуліганство», «Перевищення службових повноважень» і «Порушення рівноправ'я громадян в залежності від їх расової і національної приналежності».
Кандидат у Президенти України на виборах 2010 року.

## Статки
Володіє аквапарком в Ужгороді.
Згідно з декларацією за 2016 рік, мав у власності один автомобіль Daewoo Lanos 2007 року, в іншій декларації 2016 року — ВАЗ 21063 1986 року. Також задекларовано квартиру площею 44 м2 в Ужгороді.

## Скандали
У 2005 році, за повідомлення видання Zik, Ратушняк, перебуваючи у потязі «Київ-Ужгород» жорстоко побив начальника управління внутрішньої політики Закарпатської ОДА, голову Закарпатської обласної організації Народного руху України Володимира Піпаша.
У 2009 році в центрі Ужгорода Ратушняк побив дівчину-агітатора Фронту Змін.
10 грудня 2015 близько 17 години патрульна поліція міста Ужгород зупинила автомобіль Mercedes-Benz (номер АО 7000 АМ), яким керував Ратушняк за порушення ПДД щодо парковки та зупинки поблизу пішохнідного переходу. У відповідь на вимогу пред'явити документи Ратушняк грубо, з вживанням нецензурної лайки висловлювався у бік патрульних та спробував втекти.

В березні 2017 року СБУ після звернення нардепу Ірини Подоляк відкрила кримінальну справу щодо Ратушняка за зневагу щодо української мови. Зокрема, він назвав українську «хрюканням і блювотинням» і написав наступне:
Лише у хохлів всі питання і проблеми вирішені і залишилось розстрілювати всіх, хто шипить галицьким акцентом, який окреслили українською мовою.

## Родина
Одружений. Разом із дружиною виховує доньок Валерію та Кристину і сина Дениса.